# Roche-lez-Beaupré
Roche-lez-Beaupré és un municipi francès situat al departament del Doubs i a la regió de Borgonya - Franc Comtat. L'any 2007 tenia 2.070 habitants.

## Demografia

### Població
El 2007 la població de fet de Roche-lez-Beaupré era de 2.070 persones. Hi havia 876 famílies de les quals 260 eren unipersonals (76 homes vivint sols i 184 dones vivint soles), 292 parelles sense fills, 268 parelles amb fills i 56 famílies monoparentals amb fills.
La població ha evolucionat segons el següent gràfic:
Habitants censats

### Habitatges
El 2007 hi havia 932 habitatges, 893 eren l'habitatge principal de la família, 8 eren segones residències i 31 estaven desocupats. 589 eren cases i 341 eren apartaments. Dels 893 habitatges principals, 586 estaven ocupats pels seus propietaris, 296 estaven llogats i ocupats pels llogaters i 11 estaven cedits a títol gratuït; 20 tenien una cambra, 90 en tenien dues, 131 en tenien tres, 226 en tenien quatre i 426 en tenien cinc o més. 767 habitatges disposaven pel capbaix d'una plaça de pàrquing. A 413 habitatges hi havia un automòbil i a 404 n'hi havia dos o més.

### Piràmide de població
La piràmide de població per edats i sexe el 2009 era:
| Homes | Edats   | Dones |
| ----- | ------- | ----- |
| 0     | 95 o +  | 0     |
| 4     | 90 a 94 | 16    |
| 8     | 85 a 89 | 12    |
| 0     | 80 a 84 | 4     |
| 20    | 75 a 79 | 24    |
| 40    | 70 a 74 | 52    |
| 60    | 65 a 69 | 64    |
| 60    | 60 a 64 | 52    |
| 28    | 55 a 59 | 32    |
| 64    | 50 a 54 | 56    |
| 88    | 45 a 49 | 88    |
| 92    | 40 a 44 | 92    |
| 80    | 35 a 39 | 60    |
| 68    | 30 a 34 | 100   |
| 56    | 25 a 29 | 64    |
| 64    | 20 a 24 | 48    |
| 80    | 15 a 19 | 44    |
| 68    | 10 a 14 | 84    |
| 80    | 5 a 9   | 68    |
| 68    | 0 a 4   | 60    |

## Economia
El 2007 la població en edat de treballar era de 1.363 persones, 1.005 eren actives i 358 eren inactives. De les 1.005 persones actives 937 estaven ocupades (478 homes i 459 dones) i 68 estaven aturades (30 homes i 38 dones). De les 358 persones inactives 140 estaven jubilades, 126 estaven estudiant i 92 estaven classificades com a «altres inactius».

### Ingressos
El 2009 a Roche-lez-Beaupré hi havia 859 unitats fiscals que integraven 2.050,5 persones, la mediana anual d'ingressos fiscals per persona era de 19.207 €.

### Activitats econòmiques
Dels 150 establiments que hi havia el 2007, 2 eren d'empreses extractives, 1 d'una empresa alimentària, 2 d'empreses de fabricació de material elèctric, 2 d'empreses de fabricació d'elements pel transport, 14 d'empreses de fabricació d'altres productes industrials, 20 d'empreses de construcció, 34 d'empreses de comerç i reparació d'automòbils, 6 d'empreses de transport, 4 d'empreses d'hostatgeria i restauració, 2 d'empreses d'informació i comunicació, 15 d'empreses financeres, 8 d'empreses immobiliàries, 13 d'empreses de serveis, 16 d'entitats de l'administració pública i 11 d'empreses classificades com a «altres activitats de serveis».
Dels 38 establiments de servei als particulars que hi havia el 2009, 1 era una oficina de correu, 2 oficines bancàries, 1 funerària, 4 tallers de reparació d'automòbils i de material agrícola, 1 autoescola, 2 paletes, 3 guixaires pintors, 2 fusteries, 4 lampisteries, 4 electricistes, 1 empresa de construcció, 3 perruqueries, 2 veterinaris, 3 restaurants, 4 agències immobiliàries i 1 saló de bellesa.
Dels 8 establiments comercials que hi havia el 2009, 1 era una gran superfície de material de bricolatge, 1 una botiga de menys de 120 m², 2 llibreries, 1 una llibreria, 1 un drogueria i 2 floristeries.
L'any 2000 a Roche-lez-Beaupré hi havia 3 explotacions agrícoles.

## Equipaments sanitaris i escolars
L'únic equipament sanitari que hi havia el 2009 era una farmàcia.
El 2009 hi havia 1 escola maternal i 1 escola elemental.

## Poblacions més properes
El següent diagrama mostra les poblacions més properes.